# Tropidacris collaris
Tropidacris collaris is een rechtvleugelig insect uit de familie Romaleidae. De wetenschappelijke naam van deze soort is voor het eerst geldig gepubliceerd in 1813 door Stoll.
De vrouwtjes worden gemiddeld 10 centimeter en de mannetjes 8 centimeter, het verschil Is duidelijk te zien in de abdomen de man heeft er altijd 1 meer dan de vrouw. 
De eitjes worden afgezet in een humus tot zanderige bodem van 10 centimeter en duurt 11 tot 12 maanden voor ze uitkomen. 
De soorten in gevangenschap eten voornamelijk bramenblad en eikenblad.   
het is een zeer rustige vriendelijke soort zonder agressie.    